# Mitad del Mundo
Mitad del Mundo (španělský název pro střed světa) se nachází v Ekvádoru, asi 26 km severně od centra Quita. Je to místo, kde rovník protíná důležitou ekvádorskou silnici – Panamericanu.
Rovník je zde označen žlutou čárou. Čára vede přesně prostředkem památníku, ve kterém je umístěno etnografické muzeum. Z každé strany památníku je značka s písmenem světové strany na které se zrovna člověk nachází. Nahoře na památníku je umístěna zeměkoule.